# Para-Leichtathletik-Europameisterschaften

Logo der World Para Athletics

Die Para-Leichtathletik-Europameisterschaften, vorm.: IPC-Europameisterschaften, (englisch World Para Athletics European Championships, vor 2018 englisch IPC Athletics European Championships) werden unter dem Dach des Internationalen Paralympischen Komitees (IPC) ausgerichtet.
Die ersten Europameisterschaften fanden 2003 im niederländischen Assen statt und wurden noch als EPC European Championships Athletics bezeichnet. Die offenen Wettkämpfe waren als zweijährige Veranstaltung geplant, wurden 2005 als IPC Athletics Open European Championships bezeichnet, aber auf Eis gelegt und 2012 wieder aufgenommen. 2016 erfolgte die Umbenennung zu Para Leichtathletik-Europameisterschaften.

## IPC-Leichtathletik-Europameisterschaften
| Nr.                                         | Jahr | Datum          | Ort         | Austragungsstätte               | Ergebnisse |
| ------------------------------------------- | ---- | -------------- | ----------- | ------------------------------- | ---------- |
| EPC European Championships Athletics        |      |                |             |                                 |            |
| 1.                                          | 2003 | 15.–21. Juni   | Assen       | Sportpark Stadsbroek            |            |
| IPC Athletics Open European Championships   |      |                |             |                                 |            |
| 2.                                          | 2005 | 22.–27. August | Espoo       | Leppävaara-Stadion              |            |
| 3.                                          | 2012 | 24.–28. Juni   | Stadskanaal | Sportcentrum                    |            |
| 4.                                          | 2014 | 18.–23. August | Swansea     | Sportzentrum der Universität    |            |
| 5.                                          | 2016 | 10.–16. Juni   | Grosseto    | Stadio Carlo Zecchini           |            |
| World Para Athletics European Championships |      |                |             |                                 |            |
| 6.                                          | 2018 | 20.–26. August | Berlin      | Friedrich-Ludwig-Jahn-Sportpark |            |
| 7.                                          | 2021 | 1.–5. Juni     | Bydgoszcz   | Zdzisław-Krzyszkowiak-Stadion   |            |